# Сині коні

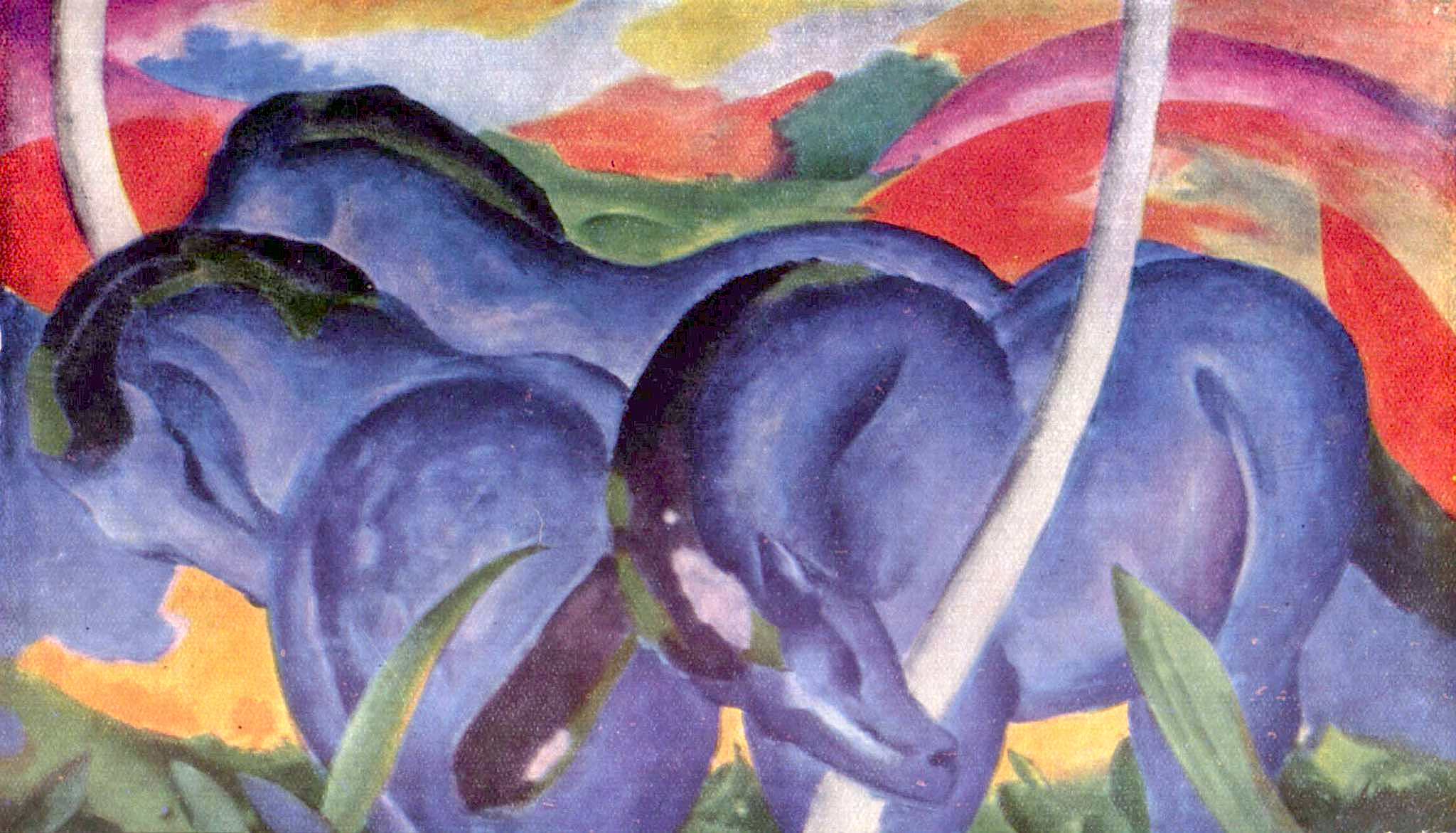
Сині коні (1911)

«Сині коні» (нім. «Die Größen Blauen Pferde», «Великі сині коні») — картина німецького живописця і гравера Франца Марка (1880–1916), намальована 1911 року.

## Опис
Його картина, на якій зображено трьох коней яскраво синього кольору, голови яких схилені вниз, на фоні червоних пагорбів, характеризується своїми яскравими основними кольорами та технікою зображення, виконаною у стилі кубізму, а також абсолютною простотою і глибокою чуттєвістю. Згідно енциклопедії «Brittanica», «дуже спрощені та округлі обриси коней перегукуються з обрисами пейзажу на тлі, що об'єднує обох тварин та їх оточення в гармонійне ціле». Вважається, що вигнуті лінії, використані в зображенні предмета підкреслюють «відчуття гармонії, миру та рівноваги» духовно чистого тваринного світу, і що людські істоти можуть приєднатися до цієї гармонії. Марк надав емоційного та психологічного сенсу кольорам, які він використовував у своїй роботі: синій використовувався для зображення мужності і духовності, жовтий символізує жіночність, а червоний передає жорстокість та власне основну ідею.
Марк використовує синій протягом всієї своєї кар'єри, щоб передавати цим духовність і його використання яскравих кольорів, як вважають, було спробою відмовитися від матеріального світу, щоб пробудити духовну або надприродну сутність
Ця картина, виконана олією на полотні має розмір 41,625×71,3125 дюймів (без рамки) і є непідписаною. Це одна з найбільш ранніх основних робіт Марка з зображенням тварин, та більш відома серед інших серій портретів коней, виконана в різних кольорах. Існує думка, що Марк вважав тварин чистішими та гарнішими за людину істотами, які представляють більш пантеїстичне розуміння божественності або духовності. Швейцарський художник Жан Блю Ністль (1884–1942) закликав Марка «передати суть тварини» . За словами мистецтвознавця Габі Ла Кава, Марк зображує «найважливіше почуття, яке викликає предмет», більш того з зоологічною точністю.